# Kaptajn (militær)
 For alternative betydninger, se Kaptajn. (Se også artikler, som begynder med Kaptajn)
Kaptajn ((latin): caput for 'hoved') er en officersgrad i en hær eller i et luftvåben over premierløjtnant og under major. En kaptajn i en hær bestrider ofte stillingen som kompagni-, batteri- eller eskadronchef (infanteri, artilleri, panser).
Tidligere brugtes titlen ritmester for kaptajner ved kavaleriet. Denne titel afskaffedes 1951.
Kaptajnsgraden svarer til graden kaptajnløjtnant i Søværnet.
I Forsvarets Sundhedstjeneste vil reservelæger, reservetandlæger og reservedyrlæger af 1. grad bære kaptajnsdistinktioner.
I Hærhjemmeværnet er en kaptajn kompagnichef og i Flyverhjemmeværnet en eskadrillechef. Kaptajn er den højeste ulønnede grad i Hjemmeværnet.
Kaptajner i Hjemmeværnet kan også gøre tjeneste ved regions- og distriktsstabe som stabsofficerer og bestride stillinger i den frivillige stab som forbindelsesofficer, efterretningsofficer, operationsofficer, distriktslæge, afsnitsleder eller chef for den frivillige stab.
Kaptajn svarer i Storbritannien til Flight Lieutenant i RAF, og i Tyskland til Hauptmann i Bundeswehr.
I den romerske hær svarede de lavest rangerende centurioner til kaptajner.
- Hæren.
- Flyvevåbnet.